# Wiesbaurova runjika
Wiesbaurova runjika (lat. Hieracium hypochoeroides subsp. wiesbaurianum; sin.  Hieracium wiesbaurianum Uechtr.), trajnica iz porodice glavočika. Neki je smatraju za posebnu vrstu, kod drugih autora, podvrsta je vrste H. hypochoeroides.
Raširena je po srednjoj, jugozapadnoj i jugoistočnoj Europi, uključujući i Hrvatsku.

## Sinonimi
- Hieracium wiesbaurianum Uechtr.

## Vanjske poveznice
|  | Zajednički poslužitelj ima još gradiva o temi Hieracium wiesbaurianum |
|  | Wikivrste imaju podatke o taksonu Hieracium wiesbaurianum             |